# Sidymella benhami
Sidymella benhami är en spindelart som först beskrevs av Henry Roughton Hogg 1910.  Sidymella benhami ingår i släktet Sidymella och familjen krabbspindlar. Inga underarter finns listade i Catalogue of Life.